# Annona senegalensis
Annona senegalensis Pers. – gatunek rośliny z rodziny flaszowcowatych (Annonaceae Juss.). Występuje naturalnie w Afryce na obszarze os Senegalu i Etiopii na północy aż po Republikę Południowej Afryki na południu oraz na Komorach i w północnej części Madagaskaru. 

## Morfologia

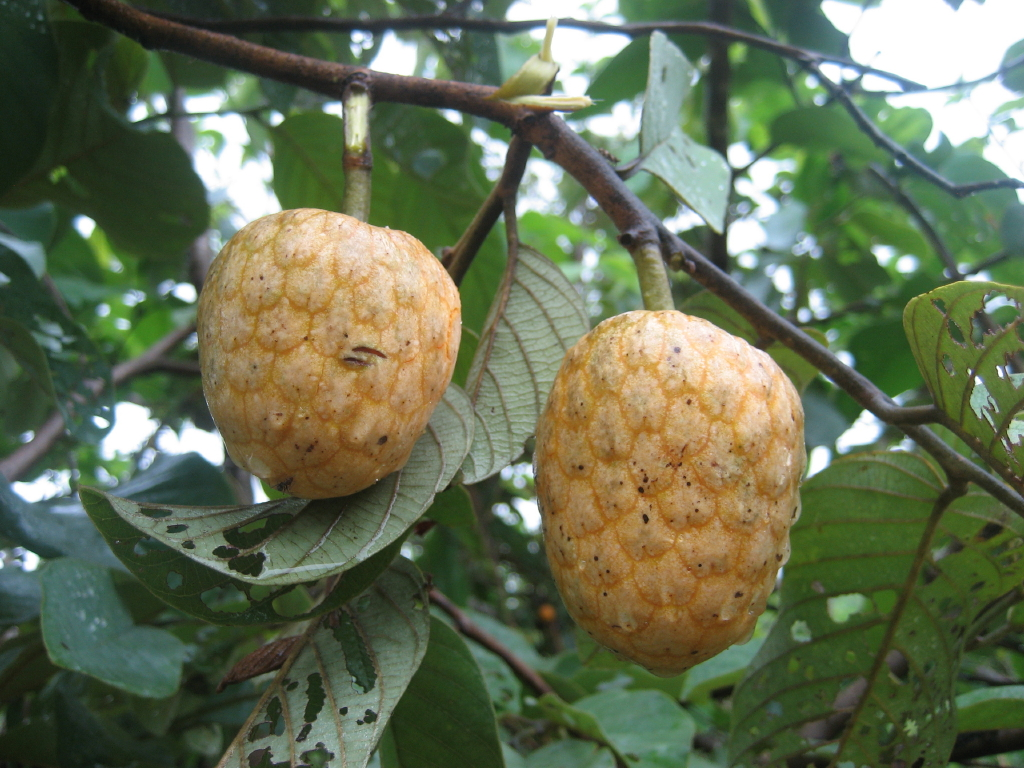
Owoce

PokrójZrzucający liście krzew dorastające do 4 m wysokości. Kora jest gładka i ma szarą barwę. Młode pędy są omszone.
LiścieMają owalny kształt. Mierzą 6–18 cm długości oraz 2,5–11,5 cm szerokości. Nasada liścia jest lekko klapowana. Wierzchołek jest zaokrąglony. Osadzone są na krótkim ogonku liściowym.
KwiatySą pojedyncze lub zebrane po 2–4 w kwiatostanach. Rozwijają się w kątach pędów. Mają barwę od żółtej do kremowej. Osiągają do 3 cm średnicy.
OwoceTworzą owoc zbiorowy. Mają jajowaty kształt. Osiągają 4 cm średnicy. Mają zieloną lub zielonożółtawą barwę. Owocnia jest łuszcząca się.

## Biologia i ekologia
Rośnie w zaroślach, na sawannach, brzegach rzek oraz na terenach skalistych lub piaszczystych. Kwitnie od października do grudnia, natomiast owoce pojawiają się od grudnia do marca. 

## Zmienność
W obrębie tego gatunku oprócz podgatunku nominatywnego wyróżniono jeden podgatunek:
- Annona senegalensis subsp. oulotricha Le Thomas

## Zastosowanie
Wszystkie części tej rośliny mają wiele zastosowań leczniczych.